# Finska mästerskapet i bandy 1952
Finska mästerskapet i bandy 1952 spelades av 16 lag, indelade i två grupper. Dessutom spelades en match mellan segrarna i de tävlingar som Finlands Bollförbund och Arbetarnas Idrottsförbund i Finland anordnat.

## Finlands Bollförbund, Mästerskapsserien

### Väst
| Lag                    | Spelade | Vinster | Oavgjorda | Förluster | Målskillnad | Poäng | OPS | HIFK | VIFK | HJK | OLS | OPP  | Kärpät | I-Kiss |
| ---------------------- | ------- | ------- | --------- | --------- | ----------- | ----- | --- | ---- | ---- | --- | --- | ---- | ------ | ------ |
| OPS                    | 7       | 7       | 0         | 0         | 29-8        | 14    |     | 1-0  |      |     | 4-1 |      | 8-1    |        |
| IFK Helsingfors        | 7       | 4       | 0         | 3         | 12-11       | 8     |     |      |      |     | 3-1 |      | 3-1    | 3-2    |
| IFK Vasa               | 7       | 2       | 3         | 2         | 22-15       | 7     | 1-4 | 2-0  |      |     |     | 1-2  |        | 10-1   |
| HJK                    | 7       | 3       | 1         | 3         | 16-14       | 7     | 1-2 | 1-2  | 2-2  |     |     | 4-1  |        |        |
| OLS                    | 7       | 3       | 1         | 3         | 18-17       | 7     |     |      | 3-3  | 3-2 |     | 5-1  |        |        |
| Oulun Pallo-Pojat      | 7       | 3       | 0         | 4         | 18-32       | 6     | 3-5 | 3-1  |      |     |     |      |        | 5-4    |
| Porin Kärpät           | 7       | 2       | 1         | 4         | 23-24       | 5     |     |      | 3-3  | 1-2 | 1-4 | 12-3 |        |        |
| Tampereen Ilves-Kissat | 7       | 1       | 0         | 6         | 15-32       | 2     | 1-5 |      |      | 3-4 | 3-1 |      | 1-4    |        |

### Öst
| Lag                              | Spelade | Vinster | Oavgjorda | Förluster | Målskillnad | Poäng | WP35 | LV  | JMP | VR  | YVPS | KUV | KUP | Sudet |
| -------------------------------- | ------- | ------- | --------- | --------- | ----------- | ----- | ---- | --- | --- | --- | ---- | --- | --- | ----- |
| Warkauden Pallo -35              | 7       | 5       | 1         | 1         | 27-9        | 11    |      |     |     | 1-0 | 1-3  | 4-0 |     | 8-0   |
| Lappeenrannan Veiterä            | 7       | 4       | 1         | 2         | 37-17       | 9     | 3-4  |     |     | 5-1 |      | 6-3 | 8-0 |       |
| Joensuun Maila-Pojat             | 7       | 3       | 3         | 1         | 20-14       | 9     | 2-2  | 3-1 |     |     |      |     |     | 0-0   |
| Viipurin Reipas                  | 7       | 4       | 1         | 2         | 18-14       | 9     |      |     | 2-2 |     | 5-2  |     | 4-1 |       |
| Ylä-Vuoksen Palloseura           | 7       | 2       | 3         | 2         | 21-21       | 7     |      | 5-5 | 5-3 |     |      | 1-2 | 3-3 |       |
| Käpylän Urheilu-Veikot           | 7       | 3       | 0         | 4         | 25-24       | 6     |      |     | 3-4 | 2-3 |      |     | 7-3 |       |
| Kouvolan Urheilijain Palloilijat | 7       | 1       | 1         | 5         | 13-35       | 3     | 1-7  |     | 1-6 |     |      |     |     | 4-0   |
| Sudet, Helsingfors               | 7       | 0       | 2         | 5         | 7-34        | 2     |      | 1-9 |     | 1-3 | 2-2  | 3-8 |     |       |

### Match om tredje pris
| Lag 1                 | Resultat | Lag 2           |
| --------------------- | -------- | --------------- |
| Lappeenrannan Veiterä | 5–0      | IFK Helsingfors |

### Final
| Lag 1               | Resultat | Lag 2 |
| ------------------- | -------- | ----- |
| Warkauden Pallo -35 | 3–2      | OPS   |

### Slutställning
| Placering | Lag                              |
| --------- | -------------------------------- |
| 1.        | Warkauden Pallo -35              |
| 2.        | OPS                              |
| 3.        | Lappeenrannan Veiterä            |
| 4.        | IFK Helsingfors                  |
| 5.        | Joensuun Maila-Pojat             |
| 6.        | Viipurin Reipas                  |
| 7.        | IFK Vasa                         |
| 8.        | HJK                              |
| 9.        | OLS                              |
| 10.       | Ylä-Vuoksen Palloseura           |
| 11.       | Käpylän Urheilu-Veikot           |
| 12.       | Oulun Pallo-Pojat                |
| 13.       | Porin Kärpät                     |
| 14.       | Kouvolan Urheilijain Palloilijat |
| 15.       | Tampereen Ilves-Kissat           |
| 16.       | Sudet                            |

På grund av avskaffandet av grupperna åkte åtta lag ur serien. Nykomlingar blev Borgå Akilles och Seinäjoen Palloseura.

## AIF-mästerskapet

### Final
| Lag 1         | Resultat        | Lag 2         |
| ------------- | --------------- | ------------- |
| Turun Pyrkivä | 1–0 förlängning | Imatran Pallo |

AIF mästarna: Rainer Suojanen, Jukka Leino, Esko Heikkinen, Kalevi Lehtovirta, Pauli Vahtonen, Pentti Saari, Pertti Kärki, Reino Koskinen, Reino Suojanen, Pertti Laaksonen och Rainer Forss.

## Match mellan förbundsmästarna (FBF-AIF)
| Palloliitto         | Resultat | Työväen Urheiluliitto |
| ------------------- | -------- | --------------------- |
| Warkauden Pallo -35 | 1–0      | Turun Pyrkivä         |